# Juglans mollis
Juglans mollis là một loài thực vật có hoa trong họ Juglandaceae. Loài này được Engelm. mô tả khoa học đầu tiên năm 1880.